# Лама-Дорджи
Лама-Дорджи (калм. Дорҗи лам, монг. Ламдаржаа; 1726 — 12 января 1753) — седьмой хунтайджи Джунгарского ханства с титулом Эрдэни-Лама-Батур-хунтайджи (калм. Эрдень Баатр-хун тәәҗ; 1749 — 1753). Представитель рода Чорос, старший сын джунгарского хунтайджи Галдан-Цэрэна.

## Правление
Мать Лама-Дорджи происходила из киргизов.
В 1749 году Лама-Дорджи захватил ханский престол, свергнув и убив своего младшего брата Цэван-Дорджи. Вскоре против Лама-Дорджи выступили нойоны Дабачи и Амурсана, которые решили возвести на ханский престол Цэван-Даши, младшего сына Галдан-Цэрэна, однако он смог раскрыть этот заговор. Цэван-Даши был заключен под стражу и вскоре убит, а Дабачи и Амурсана в 1751 году со своими сторонниками бежали к казахам в Средний жуз.
Лама-Дорджи отправил против казахов большую ойратскую армию, но Дабачи и Амурсана вернулись в Джунгарию, где стали собирать сторонников для продолжения борьбы против него, и в январе 1753 году Лама-Дорджи был свергнут с престола и убит ими.

## Примечание
1. ↑  Сапаралиев Д. Б., 1995, с. 54.